# Stephen Kings bibliografi
Bibliografi over Stephen King
- 1974 – Carrie (Carrie) – (dansk udgivelse: 1990)
- 1975 – De dødes by (Salem's Lot) – (dansk udgivelse: 1991)
- 1977 – Amok (Rage) – (udgivet som Richard Bachman) – (dansk udgivelse: 1995)
- 1977 – Ondskabens hotel (The Shining) – (dansk udgivelse: 1980)
- 1978 – Natholdet (Night Shift) – (novellesamling) – (dansk udgivelse: 1990) – den danske udgave er også udgivet i 2 bind med titlerne:
  - Natholdet (bind 1)
  - Væddemålet (bind 2)
- 1978 – Opgøret (The Stand) – (dansk udgivelse: 1989) – den danske udgave er også tidligere udgivet i 3 bind under titlen: Slutspil
- 1979 – Den døde zone (The Dead Zone) (dansk udgivelse: 1988)
- 1979 – Den lange vandring (The Long Walk) (udgivet som Richard Bachman) (dansk udgivelse: 1994)
- 1980 – Brandstifter (Firestarter) (dansk udgivelse: 1988)
- 1981 – Cujo/Dræberhunden Cujo (Cujo) (dansk udgivelse: 1984)
- 1981 – Danse Macabre (faglitteratur om gysergenren) (ikke oversat til dansk)
- 1981 – Dawes' sidste kamp (Road Work) (udgivet som Richard Bachman) (dansk udgivelse: 1994)
- 1982 – Creepshow (tegneserie, illustreret af Berni Wrightson) (ikke oversat til dansk)
- 1982 – Revolvermanden (The Gunslinger) (Det Mørke Tårn I, (The Dark Tower I)) (dansk udgivelse: 1991)
- 1982 – Rita Hayworth i Shawshankfængslet & Mønstereleven (Different Seasons) (dansk udgivelse: 1990) (romansamling)
  - Hope Springs Eternal
  - Summer of Corruption
  - Fall from Innocence
  - A Winter's Tale

Den danske udgave er også udgivet i 2 bind:
- En verden udenfor (dansk udgivelse: 1995)
  - Hope Springs Eternal
  - Summer of Corruption
- Liget i skoven & Åndedrætsmetoden (dansk udgivelse: 1990)
  - Fall from Innocence
  - A Winter's Tale
- 1982 – Den løbende mand (The Running Man) (udgivet som Richard Bachman) (dansk udgivelse: 1992)
- 1983 – Christine (Christine) (dansk udgivelse: 1989)
- 1983 – Varulvens år (Cycle of the Werewolf) (illustreret af Berni Wrightson) (dansk udgivelse: 1988)
- 1983 – Dyrekirkegården (Pet Sematary) (dansk udgivelse: 1988)
- 1984 – Dragens øjne (The Eyes of the Dragon) (dansk udgivelse: 1989)
- 1984 – Talismanen (The Talisman) (Skrevet i samarbejde med Peter Straub) (dansk udgivelse: 1994)
- 1984 – Manden der blev tyndere (Thinner) (udgivet som Richard Bachman) (dansk udgivelse: 1992)
- 1985 – Tågen og andre noveller (Skeleton Crew)(novellesamling) (dansk udgivelse: 1988)

indeholder novellerne:
- - The Ballad of the Flexible Bullet
  - BeachworldBig Wheels
  - Cain Rose Up
  - For Owen
  - Gramma
  - Here There Be Tygers
  - The Jaunt
  - The Man Who would Not Shake Hands
  - The Mist
  - The Monkey
  - Mrs. Todd's Shortcut
  - Morning Deliveries
  - Nona
  - Paranoid: A Chant
  - The Raft
  - The Reach
  - The Reaper's Image
  - Survivor Type
  - Uncle Otto's Truck
  - The Wedding Gig
  - Word Processor of the Gods
- 1985 – The Bachman Books (samling af romaner udgivet som Richard Bachman) (ikke udgivet på dansk)
- 1986 – Det onde (It) (dansk udgivelse: 1990) (udgivet på dansk i 3 bind)
- 1987 – Misery (Misery) (dansk udgivelse: 1990)
- 1987 – Udvælgelsen (The Drawing of the Three) (Det Mørke Tårn II, (The Dark Tower II)) (dansk udgivelse: 1991)
- 1988 – The Tommyknockers (ikke udgivet på dansk)
- 1988 – Nightmares in the Sky (gargoyle-billedbog med tekst af King; billeder af f-stop fitzgerald) (ikke udgivet på dansk)
- 1989 – Mørkets halvdel (The Dark Half) (dansk udgivelse: 1991)
- 1989 – Dolan's Cadillac (Begrænset oplag) (ikke udgivet på dansk: 1990)
- 1989 – My Pretty Pony (Begrænset oplag) (ikke udgivet på dansk)
- 1990 – Opgøret (The Stand: The Complete & Uncut Edition) (dansk udgivelse: 1994)
- 1990 – Efter midnat (Four Past Midnight) (novellesamling) (dansk udgivelse: 1992)

Indeholder novellerne:
- - The Langoliers
  - Secret Window, Secret Garden
  - The Library Policeman
  - The Sun Dog
- 1991 – Begærets butik (Needful Things) (dansk udgivelse: 1994)
- 1991 – Ødemarken (The Waste Lands) (Det Mørke Tårn III, (The Dark Tower III))(dansk udgivelse: 1993)
- 1992 – Geralds farlige leg (Gerald's Game) (dansk udgivelse: 1994)
- 1993 – Dolores Claiborne (Dolores Claiborne) (dansk udgivelse: 1994)
- 1993 – Nightmares & Dreamscapes (novelle samling) (ikke udgivet på dansk)
- 1994 – Søvnløs (Insomnia) (dansk udgivelse: 1994)
- 1995 – Rose Madder (Rose Madder) (dansk udgivelse: 1995)
- 1995 – Umney's Last Case (ikke udgivet på dansk)
- 1996 – Den grønne mil (The Green Mile) (dansk udgivelse: 2000)

Oprindelig udgivet som en månedlig serie bestående af 6 dele, og den danske udgave er også udgivet i 6 bind:
- - De to døde piger (The Two Dead Girls) (dansk udgivelse: 1996)
  - Musen på Milen (The Mouse on the Mile) (dansk udgivelse: 1996)
  - Coffeys hænder (Coffey's Hands) (dansk udgivelse: 1996)
  - En uhyggelig død (The Bad Death of Eduard Delacroix) (dansk udgivelse: 1996)
  - En natlig udflugt (Night Journey) (dansk udgivelse: 1996)
  - Coffey på milen (Coffey on the Mile) (dansk udgivelse: 1996)
- 1996 – Desperation (Desperation) (dansk udgivelse: 1996)
- 1996 – Regulatorerne (The Regulators) (udgivet som Richard Bachman) (dansk udgivelse: 1996)
- 1997 – Six Stories (novellesamling) (ikke udgivet på dansk)
- 1997 – Troldmanden og glaskuglen (Wizard and Glass) (Det Mørke Tårn IV, (The Dark Tower IV))(dansk udgivelse: 1998)
- 1998 – Knogler (Bag of Bones) (dansk udgivelse: 1998)
- 1999 – Storm of the Century (ikke udgivet på dansk)
- 1999 – Pigen der elskede Tom Gordon (The Girl Who Loved Tom Gordon) (dansk udgivelse: 1999)
- 1999 – The New Lieutenant's Rap (Begrænset oplag) (ikke udgivet på dansk)
- 1999 – Atlantis (Hearts in Atlantis) (dansk udgivelse: 2000)
- 1999 – Blood and Smoke (lydbog) (indtalt af King) (ikke udgivet på dansk)
- 2000 – Én på katapulten (Riding the Bullet) (elektronisk udgivet roman) (dansk udgivelse: 2000)
- 2000 – The Plant (elektronisk udgivet) (ikke udgivet på dansk)
- 2000 – Secret Windows (ikke udgivet på dansk)
- 2000 – Om at skrive : en forfatters erindringsbog om håndværket (On Writing: A Memoir of the Craft) (faglitteratur og selvbiografi) (dansk udgivelse: 2000)
- 2001 – Som en ond drøm (Dreamcatcher) (dansk udgivelse: 2002)
- 2001 – Det sorte hus (Black House) (efterfølger til Talismanen; skrevet i samarbejde med Peter Straub) (dansk udgivelse: 2002)
- 2002 – Om en Buick 8 (From a Buick 8) (dansk udgivelse: 2003)
- 2002 – Manden i det sorte jakkesæt (Everything's Eventual: 14 Dark Tales) (novelle samling)
  - 1408
  - All That You Love Will Be Carried Away
  - Autopsy Room Four
  - The Death of Jack Hamilton
  - Everything's Eventual
  - In the Deathroom
  - L.T.'s Theory of Pets
  - Little Sisters of Eluria
  - Luckey Quarter
  - Lunch at the Gotham Cafe
  - The Man in the Black Suit
  - Riding the Bullet
  - The Road Virus Heads North
  - That Feeling, You Can Only Say What It Is In French
- 2003 – Ulvene (Wolves of the Calla) (Det Mørke Tårn V, (The Dark Tower V))(dansk udgivelse: 2005)
- 2004 – Susannah (Song of Susannah) (Det Mørke Tårn VI, (The Dark Tower VI)) (dansk udgivelse: 2005)
- 2004 – The Dark Tower (Det Mørke Tårn VII, (The Dark Tower VII)) (dansk udgivelse: 2006)
- 2004 – Faithful: Two Diehard Boston Red Sox Fans Chronicle the Historic 2004 Season (ikke udgivet på dansk)
- 2005 – The Colorado Kid udgives til oktober (ikke udgivet på dansk)
- 2006 – Puls (Cell) (dansk udgivelse: 2006)
- 2006 – Boo'ya Moon: Liseys historie (Lisey's story) (dansk udgivelse: 2007)
- 2007 – Duma Key(dansk udgivelse: 2008)
- 2008 – " Efter solnedgang"
- 2009 – " Under Kuplen" (dansk udgivelse: 2010)
- 2010 – " Full dark, No stars"
- 2011 – " Mile 81" (elektronisk udgave, udgives 1. sep. 2011)
- 2011 - " 22/11/63 "
- 2012 - "Vinden gennem nøglehullet (The Dark Tower: The Wind Through The Key Hole)" (dansk udgave 2014)
- 2013 - "Joyland" (dansk udgave 2015)
- 2013 - "Doktor Søvn (Doctor Sleep) (dansk udgivelse 2015)
- 2014 - "Mercedesmanden (Mr. Mercedes) (dansk udgivelse 2016)
- 2017 - Helt mørkt, intet lys
- 2017 - Vagt forbi : roman
- 2018 - Outsideren : roman
- 2018 - Rosernes torne : roman
- 2019 - Anstalten : spændingsroman
- 2020 - Blodtørst og andre fortællinger (If It Bleeds) (dansk udgivelse 2021) (novellesamling)
  - Mr. Harrigans telefon
  - Chucks liv
  - Blodtørst
  - Rotten
- 2021 - Senere (Later) (Udgives på dansk September 2023) - roman
- 2021 - Billy Summers (dansk udgivelse 2022) - roman
- 2022  - Et eventyr (Fairy Tale) (dansk udgivelse september 2022) - roman
- 2023 - Holly (ikke udgivet på dansk) - roman